# Feliks Kiryk

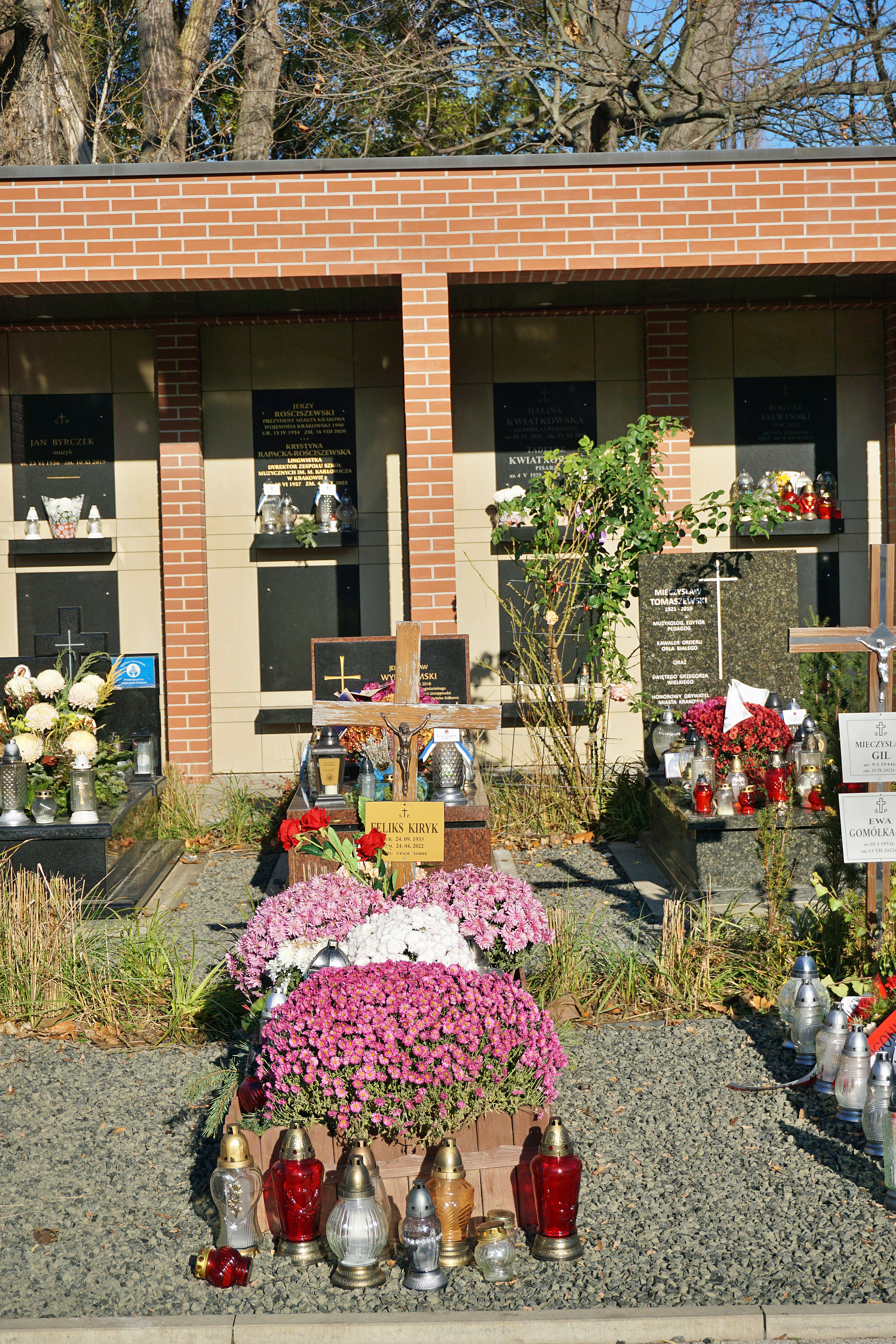
Grób Feliksa Kiryka na cmentarzu wojskowym przy ul. Prandoty w Krakowie

Feliks Michał Kiryk (ur. 24 września 1933 w Bukowsku, zm. 24 kwietnia 2022) – polski historyk mediewista, publicysta, rektor Akademii Pedagogicznej w Krakowie 1993–1999.

## Życiorys
Ukończył Wyższą Szkołę Pedagogiczną w Krakowie w 1956, a doktorat uzyskał w 1962 na podstawie pracy Jakub z Dębna na tle polityki zagranicznej Kazimierza Jagiellończyka przygotowanej na seminarium Józefa Garbacika. Był przewodniczącym komitetu redakcyjnego „Rocznika Sądeckiego” oraz „Rocznika Sanockiego”. Wiceprezes Zarządu Głównego Polskiego Towarzystwa Historycznego.
Zamieszkał w Rudawie.
Zmarł 24 kwietnia 2022. Został pochowany na cmentarzu Rakowickim w Krakowie 5 maja 2022.

## Publikacje
Autor ponad 350 prac naukowych, traktujących przede wszystkim o średniowieczu w Polsce. Ponadto napisał kilkanaście książek z dziejów m.in. Tarnowa, Limanowej, Kamieńca Podolskiego, Proszowic, Brzeska, Mielca, Starego i Nowego Sącza i Sandomierza oraz współtworzył Encyklopedię Krakowa i Słownik biograficzny historii Polski. Zainicjował serię wydawniczą Dzieje Narodu i Państwa Polskiego oraz spisał wczesne dzieje Akademii Krakowskiej w zeszycie nr I-15 pt. Nauk przemożnych perła (1986), który ukazał się w ramach wyżej wymienionej serii. Zasiadał w komitecie redakcyjnym czasopisma „Materiały Muzeum Budownictwa Ludowego w Sanoku”. Napisał 53 biogramy do PSB.
- Jakub z Dębna na tle wewnętrznej i zagranicznej polityki Kazimierza Jagiellończyka, 1967
- Świątniki Górne (Krótki zarys dziejów do 1914 r.), maszynopis, 1971
- Krosno w okresie międzywojennym, [w.] Krosno. Studia z dziejów miasta i regionu. T.2 (1918–1970), 1973
- Bochnia. Dzieje miasta i regionu, pod red. Feliksa Kiryka, Zygmunta Ruty, 1980
- Tarnów. Dzieje miasta i regionu. T.1, Czasy przedrozbiorowe, oprac. zb. pod red. Feliksa Kiryka, Zygmunta Ruty, 1981
- Jan Długosz. W pięćsetną rocznicę śmierci, materiały z sesji (Sandomierz 24–25 maja 1980), pod red. Feliksa Kiryka, 1983
- Rudawa. Z dziejów wsi podkrakowskiej (do 1945), pod red. F. Kiryka, 1983
- Mielec. Dzieje miasta i regionu. T.1, Czasy przedrozbiorowe i w okresie rozbiorów i niewoli, pod red. Feliksa Kiryka, 1984
- Rymanów, pod red. Feliksa Kiryka, 1985
- Rozwój urbanizacji Małopolski XIII–XVI w. [1], Województwo krakowskie (powiaty południowe), 1985
- Opatów. Materiały z sesji 700-lecia miasta, pod red. Feliksa Kiryka, 1985
- Gmina Bukowsko, 1985
- Wyższa Szkoła Pedagogiczna im. Komisji Edukacji Narodowej w Krakowie w 40 roku działalności, oprac. Felik Kiryk, 1986
- Bochnia. Dzieje miasta i regionu. Suplement, red. nauk. Feliks Kiryk, 1986
- 700 lat lokacji Sandomierza 1286–1986, wystawa, Muzeum Okręgowe w Sandomierzu, teksty Feliks Kiryk, Jolanta Smuniewska, 1986
- Rzemiosło krzeszowickie na tle dziejów wsi i miasta. W stulecie powstania Cechu Rzemiosł Różnych w Krzeszowicach 1885–1985, Feliks Kiryk, Urszula Kryszałowicz, 1986
- Nauk przemożnych perła (zeszyt I-15, seria Dzieje Narodu i Państwa Polskiego), 1986
- Tarnów. Dzieje miasta i regionu. T.3, Lata drugiej wojny światowej i okupacji hitlerowskiej oraz Polski ludowej, oprac. zb. pod red. Feliksa Kiryka, Zygmunta Ruty, 1987
- Lekarze i aptekarze sandomierscy z przełomu XVI i XVII stulecia, 1987
- Mielec. Dzieje miasta i regionu. T.2, Studia i materiały z dziejów miasta i regionu, pod red. Feliksa Kiryka, 1988
- Studia i materiały z dziejów osadnictwa i gospodarki górnej Wisły w okresie przedrozbiorowym, pod red. nauk. Feliksa Kiryka, 1990
- Żydzi w Małopolsce. Studia z dziejów osadnictwa i życia społecznego, praca zb. pod red. Feliksa Kiryka, 1991
- Ropczyce. Zarys dziejów, praca zb. pod red. Włodzimierza Bonusiaka i Feliksa Kiryka, 1991
- Dzieje miasta Nowego Sącza. T.1, pod red. Feliksa Kiryka, aut. Zbigniew Beiersdorf, 1992
- Wielki król i jego następca, 1992
- Przywilej lokacyjny miasta Sanoka z 1339 roku, wstęp i oprac. Feliks Kiryk, 1992
- Dzieje miasta Nowego Sącza. T.2, pod red. Feliksa Kiryka, 1993
- Trzebinia. Zarys dziejów miasta i regionu, pod red. Feliksa Kiryka, 1994
- Krynica, praca zb. pod red. Feliksa Kiryka, 1994
- Mielec. Studia i materiały z dziejów miasta i regionu. T.3, pod red. Feliksa Kiryka, 1994
- Urbanizacja Małopolski. Województwo sandomierskie XIII–XVI wiek, 1994
- Wierzchosławice. Dzieje wsi i gminy, pod red. Feliksa Kiryka i Zygmunta Ruty, 1994
- Siewierz, Czeladź, Koziegłowy. Studia i materiały z dziejów Siewierza i księstwa siewierskiego, praca zb. pod red. Feliksa Kiryka, 1994
- Historia Starego Sącza. T.2, 1939–1980, praca zb. pod red. Feliksa Kiryka, 1995
- Sanok. Dzieje miasta, praca zbiorowa pod red. Feliksa Kiryka, 1995
- Dębica. Zarys dziejów miasta i regionu, praca zb. pod red. Józefa Buszki i Feliksa Kiryka, 1995
- Szkolny słownik biograficzny, pod red. Feliksa Kiryka i Andrzeja Jureczki, aut. Tadeusz Budrewicz, 1996
- Czarny Dunajec i okolice. Zarys dziejów do roku 1945, pod red. Feliksa Kiryka, 1997
- Wielka historia Polski. T.1, do 1320, aut. tomu Anna Dagnan-Ginter, Andrzej Jureczko, Feliks Kiryk, 1997
- Wielka historia Polski. T.2, 1320–1506, aut. tomu Feliks Kiryk, Jan Ryś, 1997
- Kłobuck. Dzieje miasta i gminy (do roku 1939), pod red. Feliksa Kiryka, 1998
- Sucha Beskidzka, pod red. Józefa Hampla i Feliksa Kiryka, 1998
- Amicorum Dona. Studia dedykowane profesorowi Stefanowi Skowronkowi w siedemdziesięciolecie urodzin, pod red. Feliksa Kiryka, Marka Wilczyńskiego i Jerzego Ciecieląga, 1998
- Limanowa. Dzieje miasta. T.1, 1565–1945, pod red. Feliksa Kiryka, 1999
- Kamieniec Podolski. Studia z dziejów miasta i regionu. T.1, pod red. Feliksa Kiryka, 2000
- Proszowice. Zarys dziejów do 1939 roku, pod red. Feliksa Kiryka, 2000
- Dzieje Sławkowa, pod red. Feliksa Kiryka, 2001
- Rzeszów w okresie międzywojennym i okupacji (1918–1944), 2001
- Częstochowa. Dzieje miasta i Klasztoru Jasnogórskiego. T.1, Okres staropolski, pod red. Feliksa Kiryka, 2002
- Pergaminy Archiwum Kapituły Katedralnej Sandomierskiej, katalog oprac. Feliks Kiryk, 2002
- Dzieje Przemyśla. T.2, (1340–1772). Cz.1, U schyłku średniowiecza, pod red. Feliksa Kiryka, 2003
- Kościoły i parafie miasta Brzeska 1385–2003, Feliks Kiryk, Stanisław Piech, 2004
- Tarnobrzeg. Dzieje miasta 1593–1939, praca zb. pod red. Feliksa Kiryka, 2005
- Słownik biograficzny historii Polski. T.1, A–K, pod red. Janiny Chodery, Feliksa Kiryka; aut. haseł Magdalena Adamska, 2005
- Słownik biograficzny historii Polski. T.2, L–Ż, pod red. Janiny Chodery, Feliksa Kiryka, 2005
- Kamieniec Podolski. Studia z dziejów miasta i regionu. T.2, pod red. Feliksa Kiryka, 2005
- Zbigniew Oleśnicki - książę Kościoła i mąż stanu, materiały z konferencji (Sandomierz, 20–21 maja 2005), pod red. Feliksa Kiryka i Zdzisława Nogi, 2006
- Absolwenci Sekcji Historii Wyższej Szkoły Pedagogicznej w Krakowie. Wspomnienia rocznika 1951–1954, zebr. i przygot. Anna Staruchowa przy współudz. Feliksa Kiryka, 2006
- Leksykon profesorów Akademii Pedagogicznej im. Komisji Edukacji Narodowej 1946–2006, pod red. Józefa Hampla, Feliksa Kiryka, Iwony Pietrzkiewicz, 2006

## Odznaczenia i wyróżnienia
- Krzyż Oficerski Orderu Odrodzenia Polski (12 lipca 2002, za wybitne zasługi w pracy naukowej i dydaktycznej)[7]
- Medal Komisji Edukacji Narodowej (1976)[8]
- Odznaka „Zasłużony dla Sanoka” (2001)[9][10]
- Tytuł profesora honorowego Uniwersytetu w Kamieńcu Podolskim (2001)
- Tytuł doktora honoris causa Uniwersytetu Rzeszowskiego (2007)
- Tytuł doktora honoris causa Lwowskiego Uniwersytetu Narodowego im. Iwana Franki (1998)[11]
- Honorowe obywatelstwo Sandomierza (2004)[12]
- Honorowe obywatelstwo Bukowska (tytuł nadany w czasie obchodów 650-lecia Bukowska)
- Honorowe Obywatelstwo Królewskiego Wolnego Miasta Sanoka (9 listopada 2010)[13][14][15][16]
- Medal Przyjaciela miasta Mielca (2003)[17]